# Azerbejdżan na letnich igrzyskach olimpijskich
Reprezentanci Azerbejdżanu występują na letnich igrzyskach olimpijskich od 1996 roku. Od tego czasu wystąpili na każdych igrzyskach.

## Klasyfikacja medalowa
| Miejsce             |   |   |    | Razem |
| ------------------- | - | - | -- | ----- |
| 1996 Atlanta        | 0 | 1 | 0  | 1     |
| 2000 Sydney         | 2 | 0 | 1  | 3     |
| 2004 Ateny          | 1 | 0 | 4  | 5     |
| 2008 Pekin          | 1 | 2 | 4  | 7     |
| 2012 Londyn         | 2 | 2 | 6  | 10    |
| 2016 Rio de Janeiro | 1 | 7 | 10 | 18    |
| 2020 Tokio          | 0 | 3 | 4  | 7     |

## Medaliści letnich igrzysk olimpijskich z Azerbejdżanu

### Złote medale
Zemfira Meftəhəddinova (strzelectwo, Sydney 2000)
Namiq Abdullayev (zapasy, Sydney 2000)
Fərid Mansurov (zapasy, Ateny 2004)
Elnur Məmmədli (judo, Pekin 2008)
Şərif Şərifov (zapasy, Londyn 2012)
Toğrul Əsgərov (zapasy, Londyn 2012)
Radik İsayev (taekwondo, Rio de Janeiro 2016)
Hidayət Heydərov (judo, Paryż 2024)
Zelim Kocojew (judo, Paryż 2024)

### Srebrne medale
Namiq Abdullayev (zapasy, Atlanta 1996)
Rövşən Bayramov (zapasy, Pekin 2008)
Vitali Rəhimov (zapasy, Pekin 2008)
Rövşən Bayramov (zapasy, Londyn 2012)
Mariya Stadnik (zapasy, Londyn 2012)

### Brązowe medale
Vüqar Ələkbərov (boks, Sydney 2000)
Fuad Aslanov (boks, Ateny 2004)
Ağası Məmmədov (boks, Ateny 2004)
İradə Aşumova (strzelectwo, Ateny 2004)
Zemfira Meftəhəddinova (strzelectwo, Ateny 2004)
Mövlud Mirəliyev (judo, Pekin 2008)
Mariya Stadnik (zapasy, Pekin 2008)
Xetaq Qazyumov (zapasy, Pekin 2008)
Şahin İmranov (boks, Pekin 2008)
Teymur Məmmədov (boks, Londyn 2012)
Məhəmmədrəsul Məcidov (boks, Londyn 2012)
Xetaq Qazyumov (zapasy, Londyn 2012)
Emin Əhmədov (zapasy, Londyn 2012)
Yuliya Ratkeviç (zapasy, Londyn 2012)
Valentin Xristov (podnoszenie ciężarów, Londyn 2012)

## Zdobyte medale według dyscyplin
| Dyscyplina           | Złoto | Srebro | Brąz | Razem |
| -------------------- | ----- | ------ | ---- | ----- |
| Zapasy               | 4     | 8      | 11   | 23    |
| Strzelectwo          | 1     | 0      | 2    | 3     |
| Judo                 | 1     | 2      | 1    | 4     |
| Taekwondo            | 1     | 0      | 2    | 3     |
| Boks                 | 0     | 1      | 7    | 8     |
| Kajakarstwo          | 0     | 1      | 1    | 2     |
| Podnoszenie ciężarów | 0     | 0      | 1    | 1     |
| Razem                | 7     | 12     | 25   | 44    |